# Hero (песня Чеда Крюгера)
«Hero» — песня ведущего вокалиста канадской рок-группы Nickelback Чеда Крюгера и ведущего вокалиста американской рок-группы Saliva Джоуси Скотта, созданная специально для саундтрека к супергеройскому фильму 2002 года «Человек-паук». Слова к песне написал Крюгер, который также участвовал в её исполнении. Релиз «Hero» в формате ведущего сингла к саундтреку состоялся 1 марта 2002 года, под лейблом Roadrunner Records. Также она является дебютным сольным треком Крюгера.
Существуют две версии «Hero» — с оркестровым сопровождением и без него. В записи песни участвовали: Майк Крюгер (басист группы Nickelback), Тайлер Коннолли (вокалист / гитарист группы Theory of a Deadman) и Мэтт Кэмерон (барабанщик групп Pearl Jam и Soundgarden). Помимо цифрового релиза, «Hero» продавалась по всему миру в форматах CD- и макси-синглов. Во многие версии сингла также вошёл трек «Invisible Man» группы Theory of a Deadman.
«Hero» не только хорошо продавалась во всём мире, но и достигла высшей позиции в 10-ке лучших чартов Австрии, Канады, Дании, Германии, Ирландии, Новой Зеландии, Швеции, Швейцарии, Великобритании и США. Также песня возглавила чарты радиостанций Billboard Mainstream Rock и Modern Rock. Она была номинирована на премию «Грэмми» в категориях лучшая песня, написанная для визуальных медиа, лучшее вокальное рок-исполнение дуэтом или группы и лучшая рок-песня на 45-й церемонии вручения премии «Грэмми» (2003).

## Предыстория
Песня появилась в результате сотрудничества Крюгера и Скотта. Скотт поделился историей её создания в интверью со службой новостей Yahoo! Launch: «Когда Крюгеру пришла в голову идея песни «Hero» я приехал в Ванкувер и встретился с ним. Он поделился со мной этой задумкой, и она показалась мне очень крутой. Вместе мы довели её до ума, затем наложили несколько гармоний и сыграли всеми возможными способами, от конг до акустики».
Мэтт Кэмерон не участвовал в записи клипа, сославшись на «семейные обстоятельства»; его заменил барабанщик группы Our Lady Peace Джереми Таггарт, который исполнил ударную партию Кэмерона.
Изначально гитарное соло должен был сыграть член группы Alice in Chains Джерри Кантрелл, однако тот отказался; в конечном итоге его роль отошла Тайлеру Коннолли. Тем не менее, Кантрелл написал для саундтрека к фильму композицию «She Was My Girl», которая затем вошла в его сольный альбом Degradation Trip.

## Восприятие
В своей рецензии для музыкального журнала NME Имран Ахмед раскритиковал Крюгера за «предсказуемость» и сравнил трек с популярным синглом группы Nickelback «How You Remind Me» 2001 года.

## Клип
Все исполнители трека, за исключением Мэтта Кэмерона, выступают на крыше здания, предположительно расположенного в Нью-Йорке. Их исполнение перекликается с кадрами из фильма. Клип, срежиссированный Найджелом Диком, снимался в Ванкувере (Британская Колумбия) 24 марта 2002 года. 28 марта того же года состоялся его релиз.
На церемонии вручения премии MTV Video Music в 2002 году «Hero» получила награду за «за лучшее видео из кинофильма».

## Трек-листы
| №  | Название | Автор(ы)                                | Длительность |
| -- | -------- | --------------------------------------- | ------------ |
| 1. | «Hero»   | Чед Крюгер Джоуси Скотт Тайлер Коннолли | 3:20         |

| №  | Название                  | Автор(ы)              | Длительность |
| -- | ------------------------- | --------------------- | ------------ |
| 1. | «Hero» (Версия из фильма) | Крюгер Скотт Коннолли | 3:19         |

| №                   | Название                   | Автор(ы)              | Длительность |
| ------------------- | -------------------------- | --------------------- | ------------ |
| 1.                  | «Hero» (Версия физ фильма) | Крюгер Скотт Коннолли | 3:19         |
| 2.                  | «Hero» (радио-версия)      | Крюгер Скотт Коннолли | 3:09         |
| 3.                  | «Invisible Man»            | Крюгер Скотт Коннолли | 2:40         |
| Общая длительность: | Общая длительность:        | Общая длительность:   | 9:08         |

## Персонал
- Чед Крюгер из группы Nickelback — ритм-гитара, вокал
- Джози Скотт из группы Saliva — акустическая гитара, вокал
- Тайлер Коннолли из группы Theory of a Deadman — соло-гитара
- Майк Крюгер из группы Nickelback — бас-гитара
- Мэтт Кэмерон из групп Pearl Jam и Soundgarden — ударные
- Брайан Ларсон из ВСО – скрипка, лидер струнного квартета

## Чарты
| Чарт (2002)                              | Лучший результат |
| ---------------------------------------- | ---------------- |
| Австралия (ARIA)                         | 17               |
| Австрия (Ö3 Austria Top 40)              | 8                |
| Бельгия/Фландрия (Ultratop 50)           | 26               |
| Бельгия/Валлония (Ultratop 50)           | 19               |
| Канада (Nielsen SoundScan)               | 1                |
| Хорватия (HRT)                           | 8                |
| Дания (Tracklisten)                      | 3                |
| Европа (European Hot 100 Singles)        | 8                |
| Европейское радио Топ 50 (Music & Media) | 8                |
| Франция (SNEP)                           | 27               |
| Германия (GfK)                           | 8                |
| Ирландия (IRMA)                          | 2                |
| Италия (FIMI)                            | 11               |
| Нидерланды (Dutch Top 40)                | 22               |
| Нидерланды (Single Top 100)              | 34               |
| Новая Зеландия (Recorded Music NZ)       | 10               |
| Польша (Polish Airplay Charts)           | 2                |
| Португалия (AFP)                         | 2                |
| Румыния (Romanian Top 100)               | 19               |
| Шотландия (Scottish Singles Chart)       | 4                |
| Швеция (Sverigetopplistan)               | 7                |
| Швейцария (Schweizer Hitparade)          | 8                |
| Великобритания (UK Singles Chart)        | 4                |
| Великобритания (UK Indie Chart)          | 11               |
| Великобритания (UK Rock Chart)           | 1                |
| США (Billboard Hot 100)                  | 3                |
| США (Billboard Adult Top 40)             | 5                |
| США (Billboard Alternative Songs)        | 1                |
| США (Billboard Mainstream Rock)          | 1                |
| США (Billboard Mainstream Top 40)        | 2                |

| Чарт (2002)                              | Позиция |
| ---------------------------------------- | ------- |
| Австралия (ARIA)                         | 83      |
| Австралия (Ö3 Austria Top 40)            | 47      |
| Бельгия (Ultratop 50 Flanders)           | 79      |
| Бельгия (Ultratop 50 Wallonia)           | 72      |
| Канадское радио (Nielsen Soundscan)      | 5       |
| Канада (Nielsen SoundScan)               | 8       |
| Европа (European Hot 100)                | 60      |
| Германия (Official German Charts)        | 50      |
| Ирландия (IRMA)                          | 16      |
| Швеция (Sverigetopplistan)               | 43      |
| Швейцария (Schweizer Hitparade)          | 52      |
| Синглы Великобритании (OCC)              | 39      |
| Великобритания Airplay (Music Week)      | 67      |
| США Billboard Hot 100                    | 25      |
| США Adult Top 40 Tracks (Billboard)      | 19      |
| США Mainstream Rock Tracks (Billboard)   | 12      |
| США Mainstream Top 40 Tracks (Billboard) | 21      |

## Сертификации
| Регион                                                                      | Сертификация | Продажи |
| --------------------------------------------------------------------------- | ------------ | ------- |
| Великобритания (BPI)                                                        | Золотой      | 400 000 |
| Данные о продажах + прослушиваниях приведены только на основе сертификации. |              |         |

## История релизов
| Регион         | Дата                | Формат(ы)                                        | Лейбл(ы)           | Источники |
| -------------- | ------------------- | ------------------------------------------------ | ------------------ | --------- |
| Мир            | 1 марта 2022 года   | Цифровая загрузка                                | Roadrunner         | [ 5 ]     |
| United States  | 15 апреля 2002 года | Мейнстримный рок активный рок альтернативный рок | Roadrunner         | [ 59 ]    |
| United States  | 7 мая 2002 года     | Contemporary hit radio                           | Roadrunner         | [ 60 ]    |
| Австралия      | 20 мая 2002 года    | CD                                               | Roadrunner         | [ 61 ]    |
| Канада         | 20 мая 2002 года    | CD                                               | Roadrunner         | [ 62 ]    |
| Различные      | 28 мая 2002 года    | CD                                               | Sony               | [ 63 ]    |
| Великобритания | 6 октября 2002 года | CD кассета                                       | Roadrunner         | [ 64 ]    |
| США            | 6 октября 2002 года | CD                                               | Universal PolyGram | [ 65 ]    |